# Kevin Quinn (ator)
Kevin Quinn (Chicago, Illinois em 21 de maio de 1997) é um ator e cantor  americano conhecido pelo seu personagem na série original Disney Channel, Bunk'd.

## Carreira
Ele começou a carreira dele por aparecer em episódios de Shameless e Chicago P.D. Antes de entrar na Disney, ele fez um teste da 12ª temporada de American Idol.  Ele depois encenou Jonny (produção Steppenwolf Theater) em O Senhor das Moscas, e um rapaz pela Chicago Shakespeare Theater numa adaptação de Henrique V. Em 2015, Kevin Quinn estreou num filme independente, Kids and Ghosts e no teatro em Peter Pan and Tinkerbell a pirate christmas ao lado de Sabrina Carpenter, Corey Fogelmanis e August Maturo numa produção da Disney.

## Filmografia
| Ano  | Título                    | Papel                 | Notas                       |
| ---- | ------------------------- | --------------------- | --------------------------- |
| 2015 | Screens                   | Tommy                 | Curta-metragem              |
| 2015 | Kids and Ghosts           | Rex                   |                             |
| 2016 | Adventures in Babysitting | Zac Chase / Wild Claw | Telefilme do Disney Channel |
| 2019 | A Christmas Love Story    | Danny Scanton         |                             |
| 2021 | A Week Away               | Will                  | Protagonista                |

| Ano       | Título        | Papel           | Notas                                          |
| --------- | ------------- | --------------- | ---------------------------------------------- |
| 2013      | American Idol | Himself         | 12ª temporada                                  |
| 2014      | Chicago P.D.  | Nate Hansen     | "Get My Cigarettes" (2ª temporada, Episódio 2) |
| 2015      | Shameless     | 17 Year Old Boy | "I'm the Liver" (5ª temporada, Episódio 2)     |
| 2015-2017 | Bunk'd        | Xander          | Co-Protagonista (Ate a 2 Temporada)            |

### Teatro
| Ano  | Título                                       | Papel     | Notas            |
| ---- | -------------------------------------------- | --------- | ---------------- |
| 2015 | Peter Pan and Tinkerbell a pirates christmas | Peter Pan | Musical natalino |